# إل سيد (فنان)
إل سيد (بالفرنسية: eL Seed) هو اسم فني. ولد سنة 1981 في باريس. إل سيد هو فنان فرنسي من أصل تونسي من أبويه الإثنين.

إل سيد هو مخترع الكاليغرافيتي (calligraffitis)، وهو خليط بين الخط عربي وفن الجرافيتي.

## السيرة الذاتية

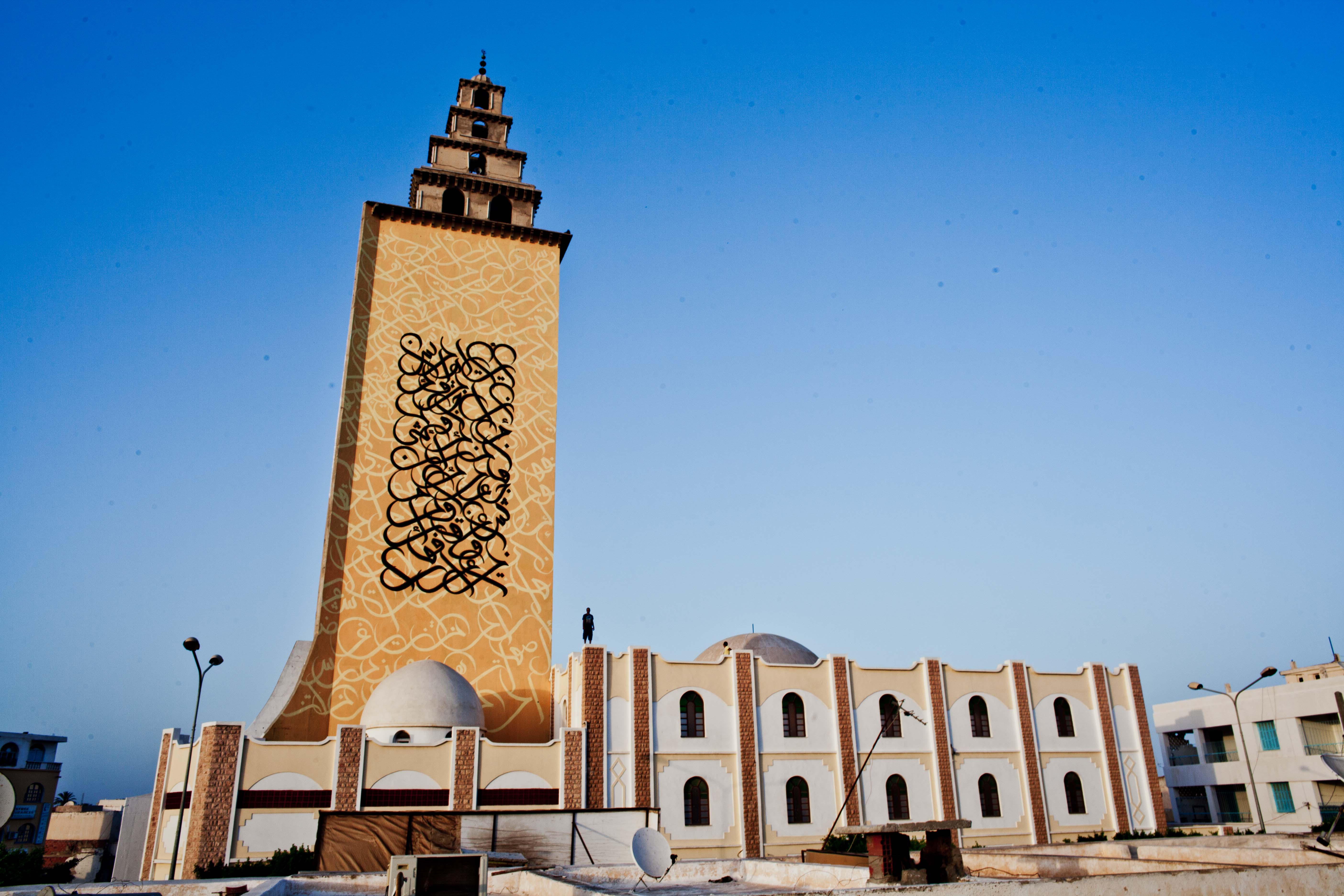
منارة جامع جارة في قابس بعد انتهاء الرسم عليها من قبل إل سيد.

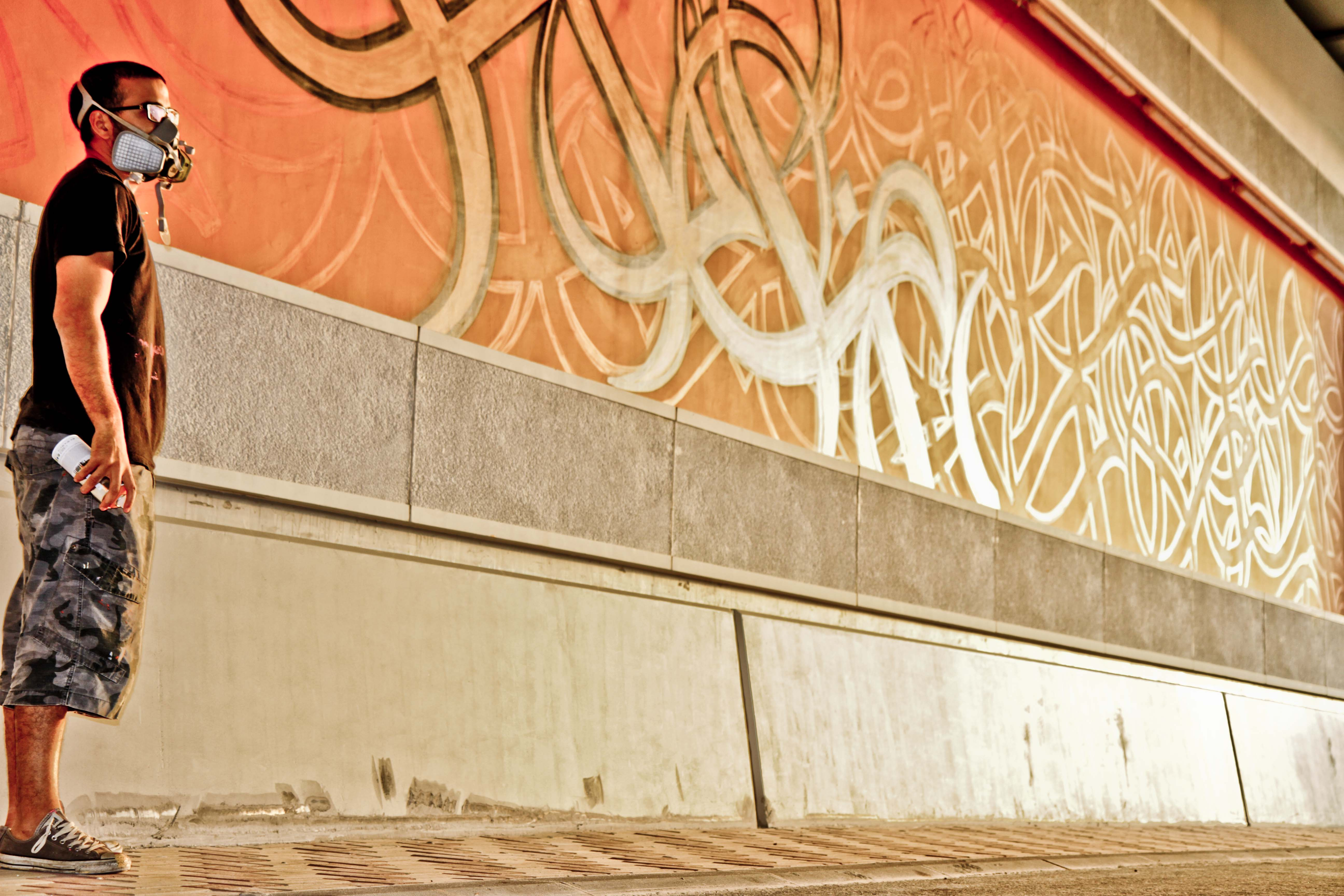
إل سيد أثناء رسمه لوحاته الفنية في أنفاق طريق سلوى في الدوحة.

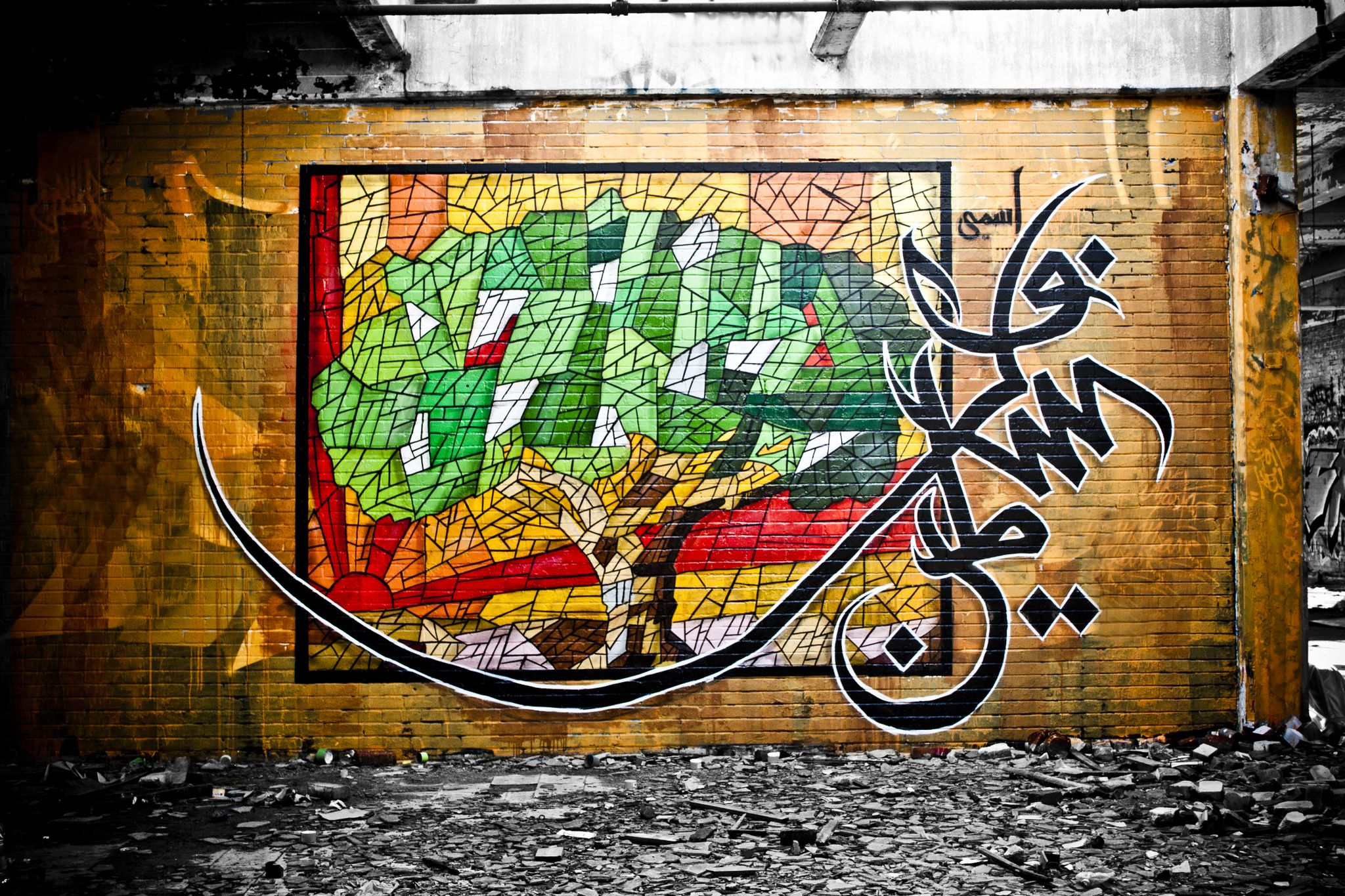
لوحة اسمي فلسطين التي قام برسمها في مونتريال في 2010.

الاسم الفني إل سيد (eL Seed) يأتي من شعار كان يكتبه في عمر ال16 سنة عندما كان يدرس في مسرحية السيد التي كانت بدورها تحكي قصة القائد العسكري إل سيد.

فنان غرافيتي منذ نهاية التسعينات، إكتشف إل سيد فن الخط العربي في 2004. بعد إقامة في نيويورك، ذهب في 2008 إلى مونتريال، أين يسكن حاليا. معلميه هم حسن المسعود ونجا المهداوي.

لوحاته الجدارية تعبر عن الحاجة إلى العيش في سلام مع احترام الآخرين. في سبتمبر 2012، طلب منه الرسم على حائط منارة جامع جارة في قابس (تونس) وهو من أشهر الجوامع في المدينة، أين كتب بالخط العربي والغرافيتي آية قرآنية حول التعايش والتسامح.

في 2013، أنهى إل سيد 52 لوحة ورسم فني كان قد بدأها في 2010، وهي موجودة على الطريق الرئيسي وهو طريق سلوى في الدوحة في قطر، تحديدا موجودة في أربعة أنفاق ذات طول يقدر ب200 متر.

قام إل سيد بالعديد من الأعمال والرسوم حول العالم في نيويورك وباريس وجدة والمدينة المنورة ودبي وجربة والجزائر العاصمة وملبورن.

في يونيو 2015، قام إل سيد بالقيام بعديد رسوم الخط العربي والغرافيتي على جسر الفنون في باريس وذلك بعد أن تمت إزالة أقفال الحب التي كانت موجودة عليه.

## الأعمال

### المعارض
- نوفمبر 2014: إعلان (Declaration)، معرض فردي، في مركز تشكيل للمعارض في دبي ( الإمارات العربية المتحدة).
- أكتوبر 2013: معرض فردي، في مدينة تونس العتيقة في تونس العاصمة ( تونس).
- أكتوبر 2012: الجدران (The Walls)، معرض فردي، في معرض إتينيرانس في باريس ( فرنسا).
- أغسطس 2012: غرافيتي عربية (Arabic Graffiti)، معرض جماعي، في متحف بيرغامون في برلين ( ألمانيا).
- مايو 2012: جوهر (Essencia)، معرض جماعي، في ساو باولو ( البرازيل).
- ديسمبر 2011: أرابيسك (Arabesque)، معرض فردي، في مكتبة شيكاغو العامة في شيكاغو ( الولايات المتحدة).
- سبتمبر 2011: حروف النور (Hurouf Al Nour)، في مركز تشكيل للمعارض في دبي ( الإمارات العربية المتحدة).
- أغسطس 2011: دهان طازج (Fresh Paint)، معرض جماعي، في معرض فراش باينت في مونتريال ( كندا).
- مايو 2011: غرافيتي عربية (Arabic Graffiti)، معرض جماعي، في معرض كومون غراوند في برلين ( ألمانيا).
- سبتمبر 2010: مشاهدة الألوان الحقيقية (Real Colors Show)، معرض جماعي، في الخبر ( السعودية).
- يوليو 2010: مشاهدة صفر ندبات  (Zero Stigmata Show)، معرض جماعي، في نابولي ( إيطاليا).
- مايو 2010: مشاهدة فقيه سطح السفينة (Fakie Deck Show)، معرض جماعي، في معرض شتلر، في دبي ( الإمارات العربية المتحدة).

### لوحات
- أغسطس 2017: لوحة جدارية، على طريق الأمير عبد المجيد في المدينة المنورة مع مجموعة فنانين ( السعودية).
- يونيو 2015: لوحات جدارية، على جسر الفنون في باريس ( فرنسا).
- فبراير 2015: لوحات جدارية، في شارع البنوك في الشارقة ( الإمارات العربية المتحدة).
- نوفمبر 2014: لوحات جدارية، في الجزائر العاصمة ( الجزائر).
- يناير 2013: لوحات جدارية، طريق سلوى، في الدوحة ( قطر).
- أكتوبر 2012: كتابة المدينة (Writing the city)، لوحات جدارية، في ملبورن ( أستراليا).
- أغسطس 2012: اللوحات الجدارية (The Walls)، لوحات جدارية، في لندن ( أستراليا).
- أغسطس 2012: كاليغرافيتي في المنارة (Calligraffiti on the Minaret)، منارة جامع جارة في قابس ( تونس).
- أبريل 2012: الرجعة الأرجواني (Taking back the purple)، لوحات جدارية، في باريس ( فرنسا).
- ديسمبر 2011: ثورة ثقافية (A cultural Revolution)، لوحات جدارية، في القيروان ( تونس).
- سبتمبر 2011: هذه مجرد جملة بالعربية (This is just a phrase in Arabic)، لوحات جدارية، في لوس أنجلوس ( الولايات المتحدة).
- ديسمبر 2010: أداء حي في مهرجان الفنون الإسلامية في الشارقة ( الإمارات العربية المتحدة).
- ديسمبر 2010: ورش عمل كاليغرافيتي في متحف الفن الإسلامي في الدوحة ( قطر).
- أغسطس 2010: إنشاء جدارني في تظاهرة احتفال المسلم في تورنتو ( كندا).
- أغسطس 2010: لوحات جدارية، في مهرجان الظهران في الظهران ( السعودية).

## مقالات ذات صلة
- جرافيتي
- خط عربي

## روابط خارجية
- الموقع الرسمي.